# Campagne suebo-sarmatiche di Valentiniano I
Le campagne suebo-sarmatiche di Valentiniano I furono combattute al tempo dell'imperatore Valentiniano I, da parte dell'Impero romano con le vicine popolazioni suebe dei Quadi (dell'attuale Slovacchia) e sarmatiche degli Iazigi della piana del fiume Tibisco, tra il 374 ed il 375.

## Contesto storico
Verso la metà del IV secolo la pressione delle tribù germaniche sui confini del Danubio e del Reno era diventata molto forte, incalzata dagli Unni provenienti dalle steppe centro-asiatiche (probabilmente la stessa popolazione, ricordata con il nome di Hsiung-Nu, che un secolo prima avevano insidiato l'Impero Cinese presso la Grande Muraglia). L'irruzione degli Unni sulla scacchiere europeo modificò profondamente i caratteri degli attacchi germanici contro il territorio romano: se durante il III secolo la modalità prevalente era stata quella delle incursioni con finalità di saccheggio, esaurite le quali le varie tribù, federazioni o coalizioni facevano ritorno nei loro insediamenti posti immediatamente al di là del Limes romano, nel IV presero avvio migrazioni di massa verso l'Impero. In questo processo, a spostarsi erano non soltanto più i guerrieri, ma l'intero popolo, in cerca di nuove aree di stanziamento; la migrazione, comunque, non sostituì completamente la razzia, ma le due modalità si intersecarono e si sovrapposero ripetutamente.

### Preludio alla guerra (374)
Zosimo racconta che mentre Valentiniano I stava combattendo una guerra contro gli Alemanni lungo l'alto corso del Reno e del Danubio, le province africane, stanche di essere sottoposte ad una pesantissima pressione tributaria, si ribellarono e proclamarono Augusto un certo Firmo. Ciò turbò grandemente Valentiniano, il quale, quando lo seppe, dispose che alcune unità dell'esercito abbandonassero la difesa del limes danubiano pannonico e della Mesia superiore, per salpare alla volta dell'Africa, sotto il comando del magister equitum, Flavio Teodosio.
Ne approfittarono così le genti germaniche dei Quadi a nord di Brigetio e sarmatiche degli Iazigi, le quali decisero di invadere le ricche province pannoniche e mesiche nel 374. Ci racconta, inoltre, Ammiano Marcellino, che queste genti furono provocate dal "desiderio onorevole, ma eccessivo di Valentiniano, di fortificare i confini", con la costruzione di cittadelle di difesa a nord del fiume Danubio, proprio nelle terre dei Quadi come se fossero già sottomesse alla giurisdizione romana. A questo si aggiunse un fatto molto grave che provocò definitivamente l'ira germanica, vale a dire l'uccisione a tradimento dopo un banchetto, del capo dei Quadi, Gabinio, da parte del dux Valeriae Massimino. La notizia di un così atroce delitto, rese furiosi i Quadi e molte popolazioni a loro vicine (come gli Iazigi, i Vandali e i Sarmati), che insieme inviarono squadre di saccheggiatori oltre il Danubio in territorio romano. Furono così senza alcun preavviso assaliti i contadini impegnati nel raccolto delle messi, molti dei quali furono sterminati, molti altri furono fatti prigionieri e condotti con molti animali  di ogni tipo nei loro territori. E poco mancò che anche la stessa figlia di Costanzo II, Flavia Massima Faustina Costanza, venisse catturata dai barbari inferociti, riuscendo invece a rifugiarsi a Sirmio. Anche Zosimo racconta che:
(Zosimo, Storia nuova, IV, 16.4-6.)
Di Teodosio e dei suoi successi contro i barbari, parla anche lo stesso Ammiano, il quale aggiunge che il prefetto del Pretorio dell'Illirico, un certo Sesto Petronio Probo, che si trovava a Sirmio, pur avendo in un primo momento ipotizzato di fuggire dalla città, lasciandola in balia dei barbari, decise poi di rimanervi e di apprestarsi a resistere. Egli infatti decise di ripulire i fossati colmi di macerie, riparare i merli delle alte torri, la maggior parte delle mura, trascurate a causa di un lungo periodo di pace e di richiamare una coorte di arcieri Sagittari dal più vicino presidio per utilizzarla in un eventuale assedio. Ciò permise alla città di salvarsi, poiché i barbari preferirono rinunziare di attaccare la città, "in quanto poco abili in queste astuzie di combattimento ed impediti dall'aggravio della preda" che avevano già fatto. Decisero così di muoversi alla ricerca del magister militum, Equizio che si trovava nelle più lontane regioni della Pannonia Valeria. Apprese queste notizie furono inviate (probabilmente da Naissus) contro i barbari due legioni, la Pannonica e la Mesiaca, le quali "se avessero operato concordemente, senza dubbio sarebbero risultate vincitrici" nello scontro. Invece queste due unità, gareggiando per l'onore ed il prestigio, erano intenzionate ad attaccare separatamente. I sarmati Iazigi decisero così di approfittarne ed attaccarono prima la Mesiaca uccidendo molti soldati romani e poi la Pannonica, la quale, dopo aver subito un improvviso attacco che ne sconvolse lo schieramento, riuscì a darsi alla fuga evitando di essere completamente distrutta.

### Forze in campo
Valentiniano riuscì a schierare un esercito composto da numerose unità danubiane. Si trattava delle legioni:
- I Martia, I Adiutrix, I Italica, II Adiutrix, Legio XIIII Gemina Martia Victrix, Moesiaca e Pannonica.[14]

## Guerra (375)

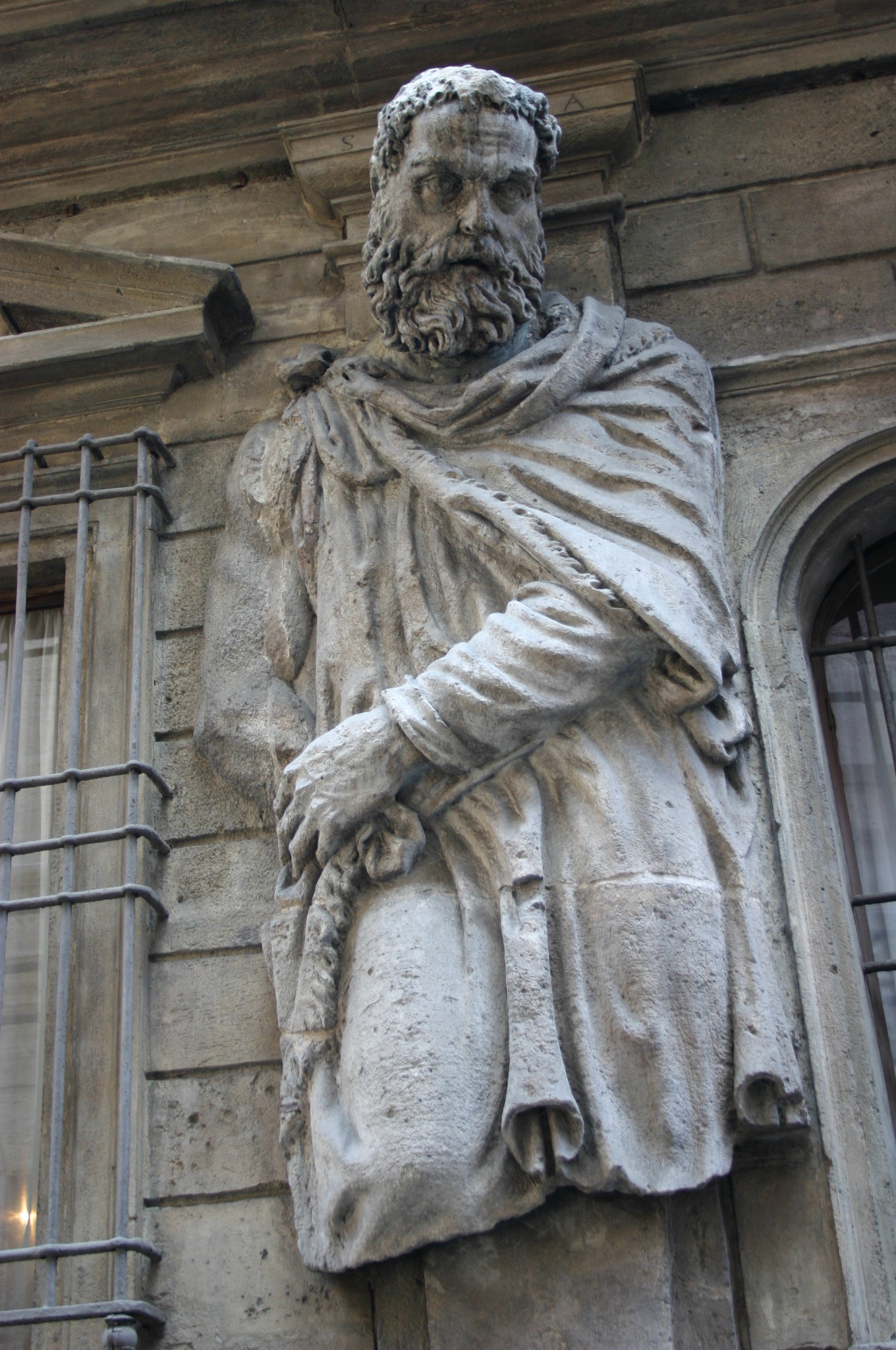
Immagine scultorea di un sarmata iazigio, da Milano.

Valentiniano, venuto a conoscenza di questa sconfitta nei territori dell'Illirico, decise di abbandonare il teatro delle operazioni in Gallia e stringa un'alleanza con gli Alemanni, partì da Treviri, procedette lungo il limes danubiano per recarsi sul fronte suebo-sarmatico. Lungo il tragitto gli venne incontro una delegazione di sarmati Iazigi, i quali provarono a convincere l'imperatore delle loro intenzioni pacifiche e che i loro connazionali non erano complici o autori di tali scorrerie. Valentiniano rispose che avrebbe indagato ed avrebbe punito tutti i colpevoli di tali scorrerie. Raggiunta, quindi, Carnuntum vi pose il suo "quartier generale" e, prima di iniziare una campagna nei territori dei vicini Quadi per punirli, sembra non indagò più di tanto sulle responsabilità degli ufficiali che avevano lasciato sguarnito il fronte pannonico e neppure su chi avesse ucciso Gabinio, il re dei Quadi. Tuttavia il suo odio violento si riversò sul solo Probo, prefetto del Pretorio dell'Illirico, che in passato aveva male amministrato la sua carica.
E mentre questo accadeva l'imperatore preparò armi e viveri per marciare in territorio nemico contro i Quadi, ponendo a capo di tutto l'esercito, il generale di origine franca, Merobaude (affiancato dal comes rei militaris, Sebastiano), che sembrava avere più degli altri esperienza militare.
(Ammiano Marcellino, Storie, XXX, 5.13)
Le operazioni militari si protrassero fino all'autunno di quell'anno (375) e le armate romane, come era successo due secoli prima all'epoca delle guerre marcomanniche, penetrarono profondamente nel territorio dei Quadi, lungo i fiumi Nitra e Waag (o Váh) ad ovest della fortezza legionaria di Carnuntum e a nord di quelle di Brigetio e Celamantia.
(Ammiano Marcellino, Storie, XXX, 5.14)
Ma Valentiniano cercava un accampamento più funzionale per passare l'imminente inverno, che fosse di fronte ai territori dei Quadi stessi, e fu così che la sua scelta cadde sulla fortezza legionaria di Brigetio. Terminate, quindi, le operazioni militari di quell'anno, i Quadi decisero di mandare a Valentiniano degli ambasciatori per chiedere la pace. Sembra che il tono arrogante di questi, secondo Zosimo (non invece secondo quanto racconta Ammiano Marcellino, che al contrario descrive gli ambasciatori dei Quadi come, "tremanti per la paura e confusi stavano prostrati", essendo giunti per "offrire sia reclute, sia altri vantaggi allo stato romano"), portò l'imperatore ad adirarsi al punto che perse il controllo di sé. "Il sangue gli salì alla bocca e gli bloccò le arterie della voce. Morì" dopo aver trascorso nove mesi lungo il fronte pannonico ed aver regnato per dodici anni.

## Conseguenze
Lo sforzo intrapreso dagli augusti che si erano susseguiti nel IV secolo, vuoi a causa della mancanza di un progetto a lungo termine, vuoi per la crisi economica che aveva investito il sistema tributario romano, non riuscì a salvare l'integrità dell'Impero. Era ormai chiaro che qualsiasi sforzo per il mantenimento dello status quo non avrebbe prodotto i risultati sperati. Diocleziano e la sua tetrarchia, Costantino I e la sua dinastia, poterono solo rallentare questo processo. Dopo la terribile disfatta di Adrianopoli del 378, gli imperatori romani furono infatti costretti a "subire" la presenza dei barbari sia all'interno sia all'esterno dei confini imperiali, una delle principali cause della disgregazione ed allontanamento tra la parte occidentale ed orientale dell'impero. Teodosio, infatti, chiamato alla guida dell'impero d'Oriente da Graziano dopo la morte di Valente, e i suoi successori adottarono una nuova strategia di contenimento nei confronti dei barbari. Dopo quell'evento infatti gli imperatori, incapaci di fermare le invasioni militarmente, cominciarono ad adottare una politica basata sui sistemi della hospitalitas e della foederatio.

### Fonti primarie
- Ammiano Marcellino, Storie, XXIX e XXX.
- Zosimo, Storia nuova, IV.

### Fonti moderne
- (EN) Arnold Hugh Martin Jones, The Later Roman Empire: 284-602, Baltimora, 1986, ISBN 0-8018-3285-3.
- T.KolnÍk, Zum anteil del militäreinheiten beim aufbau der sogenannten römischen stationen im mittel-danubischen barbaricumin, in 16th International Congress of Roman Frontier Studies, a cura di W.Groenman-van Waateringe, B.L.van Beek, W.J.H.Willems e S.L.Wynia, Exeter 1997.
- A.Mócsy, Pannonia and Upper Moesia, Londra 1974. ISBN 0-415-13814-0
- Roger Rémondon, La crisi dell'impero romano, da Marco Aurelio ad Anastasio, Milano, 1975.
- (ES) Julio Rodríguez González, Historia de las legiones Romanas, Madrid, 2003.
- Peter Wilcox e Gerry Embleton, Rome's enemies: Germans and Dacians, Oxford 2004. ISBN 0-85045-473-5.